# Liste des sites mégalithiques en Galice
Cette liste non exhaustive recense les principaux sites mégalithiques en Galice, en Espagne.

## Cartographie
Localisation des principaux sites mégalithiques en Galice
| : Complexes mégalithiques · : Alignements, henges, cromlechs · : Dolmens, menhirs, tumulus, cairns · |

## Liste
| Site                                               | Type          | Commune                      | Notes                                         | Coordonnées                                                                         | Image              |
| -------------------------------------------------- | ------------- | ---------------------------- | --------------------------------------------- | ----------------------------------------------------------------------------------- | ------------------ |
| Henge de Roda                                      | Henge         | Barreiros                    |                                               | 43° 32′ 22″ N, 7° 10′ 09″ O                                                         |                    |
| Anta de Chao Mazós                                 | Dolmen        | Begonte                      |                                               | 43° 06′ 31″ N, 7° 44′ 21″ O                                                         |                    |
| Pedrafitas de Andavao                              | Menhir        | Boimorto                     | 3 menhirs                                     | 43° 01′ 48″ N, 8° 07′ 26″ O 43° 01′ 49″ N, 8° 07′ 16″ O                             |                    |
| Arca do Barbanza                                   | Dolmen        | Boiro                        |                                               | 42° 41′ 09″ N, 8° 56′ 36″ O                                                         |                    |
| Calzada de Vitres                                  | Dolmen        | Boiro                        |                                               | 42° 39′ 53″ N, 8° 55′ 28″ O                                                         |                    |
| Casarota do Fusiño                                 | Dolmen        | Boiro                        |                                               | 42° 39′ 55″ N, 8° 56′ 47″ O                                                         | Casarota do Fusiño |
| Casota do Páramo                                   | Dolmen        | Boiro                        |                                               | 42° 42′ 17″ N, 8° 55′ 50″ O                                                         | Casota do Páramo   |
| Dolmen Armadoiro                                   | Dolmen        | Boiro                        |                                               | 42° 42′ 13″ N, 8° 56′ 02″ O                                                         |                    |
| Dolmen Outeiriño Redondo                           | Dolmen        | Boiro                        |                                               | 42° 41′ 21″ N, 8° 56′ 18″ O                                                         |                    |
| Dolmens da Cavada                                  | Dolmen        | Boiro                        | 2 dolmens                                     | 42° 41′ 46″ N, 8° 56′ 03″ O 42° 41′ 47″ N, 8° 56′ 06″ O                             |                    |
| Pedra da Xesta                                     | Dolmen        | Boiro                        |                                               | 42° 41′ 59″ N, 8° 56′ 02″ O                                                         |                    |
| Dolmen de Dombate                                  | Dolmen        | Cabana de Bergantiños        |                                               | 43° 11′ 24″ N, 8° 58′ 10″ O                                                         |                    |
| Dolmen de Pedra Moura                              | Dolmen        | Carballo                     |                                               | 43° 09′ 58″ N, 9° 00′ 28″ O                                                         |                    |
| Stèle du guerrier de Castrelo do Val               | Statue-menhir | Castrelo do Val              |                                               | conservée au musée d'Ourense 42° 20′ 12″ N, 7° 51′ 38″ O                            |                    |
| Dolmen Chan da Embarrada                           | Dolmen        | Coristanco                   |                                               | 43° 10′ 07″ N, 8° 47′ 15″ O                                                         |                    |
| Pedra Alta de Antela                               | Menhir        | Cortegada                    | christianisé                                  | 42° 08′ 22″ N, 7° 40′ 15″ O                                                         |                    |
| Pedra da Arca                                      | Dolmen        | Dumbría                      |                                               | 43° 00′ 36″ N, 9° 00′ 52″ O                                                         |                    |
| Casa da Moura                                      | Dolmen        | Entrimo                      |                                               | 41° 59′ 26″ N, 8° 07′ 08″ O                                                         |                    |
| Dolmen do Hospital de Montouto                     | Dolmen        | A Fonsagrada                 |                                               | 43° 05′ 44″ N, 7° 08′ 38″ O                                                         |                    |
| Dolmen de Aiazo                                    | Dolmen        | Frades                       |                                               | 43° 00′ 58″ N, 8° 17′ 36″ O                                                         |                    |
| Dolmen de Moruxosa                                 | Dolmen        | Friol                        |                                               | 43° 02′ 08″ N, 7° 43′ 26″ O                                                         |                    |
| Mamoa do Cruce                                     | Dolmen        | Lalín                        |                                               | 42° 42′ 51″ N, 8° 01′ 59″ O                                                         |                    |
| Forno dos Mouros (Laracha)                         | Dolmen        | A Laracha                    |                                               | 43° 12′ 12″ N, 8° 30′ 30″ O                                                         |                    |
| Marco da Anta                                      | Menhir        | A Laracha                    |                                               | 43° 16′ 00″ N, 8° 30′ 07″ O                                                         |                    |
| Fornela dos Mouros                                 | Dolmen        | Laxe                         |                                               | 43° 09′ 58″ N, 9° 00′ 28″ O                                                         |                    |
| Fuso da Moura                                      | Menhir        | Malpica de Bergantiños       |                                               | 43° 17′ 33″ N, 8° 53′ 17″ O                                                         |                    |
| Pedra da Arca                                      | Dolmen        | Malpica de Bergantiños       |                                               | 43° 17′ 48″ N, 8° 49′ 04″ O                                                         |                    |
| Dolmen de Chan de Armada                           | Dolmen        | Marín                        | 2 dolmens                                     | 42° 20′ 49″ N, 8° 41′ 19″ O 42° 20′ 51″ N, 8° 41′ 16″ O                             |                    |
| Mámoa de Pedralonga                                | Dolmen        | Marín                        |                                               | 42° 21′ 28″ N, 8° 40′ 44″ O                                                         |                    |
| Mámoas das Lagucheiras                             | Dolmens       | Marín                        |                                               | 42° 20′ 28″ N, 8° 41′ 37″ O                                                         |                    |
| Nécropole mégalithique de Chan de Castiñeiras (es) | Dolmen        | Marín / Vilaboa              | dolmen, ciste et mámoa de Chan de Castiñeiras | 42° 21′ 35″ N, 8° 40′ 21″ O 42° 21′ 32″ N, 8° 40′ 20″ O 42° 21′ 30″ N, 8° 40′ 22″ O |                    |
| Dolmen de Mina de Parxubeira                       | Dolmen        | Mazaricos                    |                                               | 42° 56′ 24″ N, 8° 56′ 12″ O                                                         |                    |
| Pedrafita do Casal                                 | Menhir        | Melide                       |                                               | 42° 53′ 56″ N, 8° 02′ 34″ O                                                         |                    |
| Pena do Raposo                                     | Dolmen        | Melide                       |                                               | 42° 54′ 30″ N, 7° 58′ 09″ O                                                         |                    |
| Dolmen de Codesás                                  | Dolmen        | Melón                        |                                               |                                                                                     |                    |
| Mámoa de Chan da Arquiña                           | Dolmen        | Moaña                        |                                               | 42° 19′ 12″ N, 8° 41′ 52″ O                                                         |                    |
| Lapa de Gargantáns                                 | Menhir        | Moraña                       |                                               | 42° 34′ 11″ N, 8° 34′ 58″ O                                                         |                    |
| Dolmen de Meixoeiro                                | Dolmen        | Mos                          |                                               | 42° 10′ 31″ N, 8° 40′ 11″ O                                                         |                    |
| Casiña da Moura                                    | Dolmen        | Muíños                       |                                               | 41° 55′ 39″ N, 7° 56′ 31″ O                                                         |                    |
| Casola do Foxo                                     | Dolmen        | Muíños                       |                                               | 41° 55′ 06″ N, 7° 56′ 49″ O                                                         |                    |
| Outeiro de Cavaladre                               | Dolmens       | Muíños                       | 5 dolmens                                     | 41° 55′ 28″ N, 7° 55′ 08″ O 41° 55′ 25″ N, 7° 54′ 59″ O                             |                    |
| Mámoas de As Cabanas                               | Dolmens       | Nogueira de Ramuín           | 7 dolmens                                     | 42° 25′ 10″ N, 7° 43′ 07″ O                                                         |                    |
| Dolmen de Argalo                                   | Dolmen        | Noia                         |                                               | 42° 46′ 08″ N, 8° 53′ 27″ O                                                         |                    |
| Dolmen de Abuíme                                   | Dolmen        | O Saviñao                    |                                               | 42° 36′ 23″ N, 7° 37′ 28″ O                                                         |                    |
| Anta de Bravos                                     | Dolmen        | Outeiro de Rei               |                                               | 43° 03′ 24″ N, 7° 41′ 23″ O                                                         |                    |
| Pedra da Arca (A Pontenova)                        | Dolmen        | A Pontenova                  |                                               |                                                                                     |                    |
| Mámoas de Campo das Patas (gl)                     | Dolmen        | Porto do Son                 |                                               |                                                                                     |                    |
| Mámoa de Parada (gl)                               | Dolmen        | Porto do Son                 |                                               |                                                                                     |                    |
| Mámoas de Montemuíño (gl)                          | Dolmen        | Porto do Son                 |                                               |                                                                                     |                    |
| Mámoas de Raña (gl)                                | Dolmen        | Porto do Son                 |                                               |                                                                                     |                    |
| Mámoa do Rei (Monte Penide)                        | Dolmen        | Redondela                    |                                               | 42° 16′ 14″ N, 8° 37′ 43″ O                                                         |                    |
| Dolmen de Axeitos                                  | Dolmen        | Ribeira                      |                                               | 42° 35′ 59″ N, 9° 01′ 03″ O                                                         |                    |
| Couto dos mouros                                   | Dolmen        | Rodeiro                      |                                               | 42° 43′ 22″ N, 7° 54′ 25″ O                                                         |                    |
| Dolmen de Zaramacedo                               | Dolmen        | Saint-Jacques-de-Compostelle |                                               | 42° 52′ 36″ N, 8° 27′ 22″ O                                                         |                    |
| Mámoa de Chousa Nova                               | Dolmen        | Silleda                      |                                               | 42° 45′ 24″ N, 8° 17′ 34″ O                                                         |                    |
| Medorra de Fanegas (gl)                            | Dolmen        | Sobrado                      |                                               |                                                                                     |                    |
| Dolmen de Forno dos Mouros                         | Dolmen        | Toques                       |                                               | 43° 00′ 43″ N, 7° 58′ 33″ O                                                         |                    |
| Dolmen de Cabaleiros                               | Dolmen        | Tordoia                      |                                               | 43° 05′ 49″ N, 8° 33′ 01″ O                                                         |                    |
| Mota Grande                                        | Tumulus       | Verea                        |                                               | 42° 04′ 17″ N, 8° 05′ 43″ O                                                         |                    |
| Dolmen de Candeán                                  | Dolmen        | Vigo                         |                                               | 42° 14′ 40″ N, 8° 40′ 26″ O                                                         |                    |
| Mámoa de Costa da Freiría                          | Dolmen        | Vigo                         |                                               | 42° 15′ 09″ N, 8° 39′ 25″ O                                                         |                    |
| Mámoas Chan dos Touciños                           | Dolmen        | Vigo                         | 2 tumulus                                     | 42° 14′ 57″ N, 8° 40′ 03″ O 42° 14′ 58″ N, 8° 40′ 01″ O                             |                    |
| Mámoa do Rei (de Chan de Castiñeiras)              | Dolmen        | Vilaboa/Marín                | dolmen, ciste et mámoa de Chan de Castiñeiras | 42° 21′ 35″ N, 8° 40′ 21″ O 42° 21′ 32″ N, 8° 40′ 20″ O 42° 21′ 30″ N, 8° 40′ 22″ O |                    |
| Capela dos Mouros                                  | Dolmen        | Vilalba                      |                                               | 43° 22′ 42″ N, 7° 34′ 46″ O                                                         |                    |
| Dolmen Roza das Modias                             | Dolmen        | Vilalba                      |                                               | 43° 15′ 32″ N, 7° 44′ 05″ O                                                         |                    |
| Mámoa da Calzada                                   | Dolmen        | Vilalba                      |                                               | 43° 22′ 34″ N, 7° 34′ 52″ O                                                         |                    |
| Pedra Chantada                                     | Menhir        | Vilalba                      |                                               | 43° 20′ 27″ N, 7° 45′ 01″ O                                                         |                    |
| Anta da Gándara de Baiñas                          | Dolmen        | Vimianzo                     |                                               | 43° 00′ 44″ N, 8° 59′ 57″ O                                                         |                    |
| Anta do Alterio                                    | Dolmen        | Vimianzo                     |                                               | 43° 00′ 41″ N, 9° 00′ 20″ O                                                         |                    |
| Arca da Piosa                                      | Dolmen        | Vimianzo / Zas               |                                               | 43° 02′ 44″ N, 8° 58′ 50″ O                                                         |                    |
| Arca de Ogás                                       | Dolmen        | Vimianzo                     |                                               | 43° 04′ 50″ N, 9° 03′ 12″ O                                                         |                    |
| Arca do Rabós                                      | Dolmen        | Vimianzo                     |                                               | 43° 02′ 16″ N, 9° 01′ 13″ O                                                         |                    |
| Arquiña de Vilaseco                                | Dolmen        | Vimianzo                     |                                               | 43° 04′ 27″ N, 9° 04′ 29″ O                                                         |                    |
| Casota de Freáns                                   | Dolmen        | Vimianzo                     |                                               | 43° 02′ 52″ N, 9° 05′ 11″ O                                                         |                    |
| Dolmen da Mina de Folias                           | Dolmen        | Vimianzo                     |                                               | 43° 07′ 29″ N, 9° 04′ 11″ O                                                         |                    |
| Dolmen Mina Daquela Banda                          | Dolmen        | Vimianzo                     |                                               | 43° 08′ 07″ N, 9° 04′ 45″ O                                                         |                    |
| Nécropole das Caxadas                              | Dolmen        | Vimianzo                     |                                               | 43° 04′ 43″ N, 9° 02′ 41″ O                                                         |                    |
| Pedra Cuberta                                      | Dolmen        | Vimianzo                     |                                               | 43° 05′ 22″ N, 8° 59′ 04″ O                                                         |                    |
| Pedra da Lebre                                     | Dolmen        | Vimianzo                     |                                               | 43° 04′ 08″ N, 8° 59′ 08″ O                                                         |                    |
| Pedra Moura de Monte Carneo                        | Dolmen        | Vimianzo                     |                                               | 43° 04′ 53″ N, 8° 58′ 40″ O                                                         |                    |
| Mina de Recesindes (gl)                            | Dolmen        | Vimianzo                     |                                               | 43° 08′ 52″ N, 9° 04′ 24″ O                                                         |                    |
| Anta de Mollafariña                                | Dolmen        | Xermade                      |                                               | 43° 18′ 49″ N, 7° 48′ 35″ O                                                         |                    |
| Pedra Vixía (gl)                                   | Dolmen        | Zas                          |                                               | 43° 08′ 41″ N, 8° 56′ 39″ O                                                         |                    |